# Балка Водинська
Балка Водинська — балка (річка) в Україні у Новоазовському районі Донецької області. Права притока річки Широкої (басейн Азовського моря).

## Опис
Довжина балки приблизно 5,33 км, найкоротша відстань між витоком і гирлом — 4,73  км, коефіцієнт звивистості річки — 1,13 . Формується декількома балками та загатами.

## Розташування
Бере початок у селі Водяне. Тече переважно на південний схід і на північній околиці села Широкине впадає у річку Широку.

## Цікаві факти
- Від гирла балки на південній стороні на відстані приблизно 897 м пролягає автошлях М14[3] (автомобільний шлях міжнародного значення на території України, Одеса — Мелітополь — Новоазовськ — пункт пропуску Новоазовськ (кордон із Росією).).
- У XX столітті на балці існували свинно-тваринна ферма (СТФ), декілька водосховищ та 1 газова свердловина[1].